# Gregorio Aráoz de Lamadrid
Pour les articles homonymes, voir General Lamadrid.
Gregorio Aráoz de Lamadrid ou La Madrid (San Miguel de Tucumán, Vice-royauté du Río de la Plata, 1795 ― Buenos Aires, Argentine, 1857) est un militaire et homme politique argentin. Il s’illustra d’abord dans la guerre d’indépendance de l’Argentine, puis surtout dans la guerre civile consécutive, choisissant le camp des unitaires, dont il figura comme l’un des dirigeants. Il fut gouverneur de la province de Tucumán, et passagèrement de celles de Mendoza et de Córdoba. Éternel batailleur, réputé vaillant jusqu’à l’intrépidité, il ne cessa de relancer le conflit intérieur, du reste plus souvent pour en sortir vaincu que vainqueur.

## Origines
Gregorio Aráoz de Lamadrid fut le cinquième et dernier des enfants nés du mariage que contractèrent en 1790, dans la ville de San Miguel de Tucumán, Francisco Javier Aráoz Sánchez de Lamadrid, issu d’une des familles les plus importantes de l’époque coloniale dans la province de Tucumán, et Andrea Ignacia Aráoz López. Dans ses Memorias, le futur général ne devait jamais évoquer ses parents, mais mentionner en revanche qu'il fut élevé par son oncle Don Manuel de La Madrid et sa tante Doña Bonifacia Díaz de la Peña, dans leur domaine viticole d’Andalgalá, dans la province de Catamarca voisine, après que le fils du couple, son cousin Juan José de La Madrid, eut contracté mariage, le 27 décembre 1800, avec Catalina Aráoz, sœur du futur général Bernabé Aráoz.
Gregorio Lamadrid épousa à Buenos Aires María Luisa Díaz Vélez Insiarte (Buenos Aires, 1801 ― id., 1871), qui était la fille du docteur José Miguel Díaz Vélez, son cousin, et de María del Tránsito Insiarte Montiel, et de qui il eut trois enfants. Alors qu’il était appelé à devenir ensuite l’un des membres les plus éminents du parti unitaire, Lamadrid sollicita Manuel Dorrego et Juan Manuel de Rosas, deux des principaux chefs de file du fédéralisme portègne et ennemis futurs, de figurer comme parrains de ses enfants Bárbara et Ciriaco, et Encarnación Ezcurra, épouse de Rosas, fut marraine de ce dernier.
Si ses contemporains l’appelaient habituellement La Madrid ou Madrid, lui-même, dans ses mémoires, usa toujours du patronyme Lamadrid.

## Dans l’armée du Nord
En 1811, il s’enrôla dans les milices de Tucumán. Bientôt, il vint à se trouver sous les ordres du général Manuel Belgrano, commandant en chef de la seconde campagne du Haut-Pérou contre les troupes royalistes, et combattit, avec le grade de lieutenant, dans les batailles de Tucumán, de Salta, de Vilcapugio, de Tambo Nuevo et d’Ayohuma (1813). Revenant de cette dernière bataille, qui s’était soldée par une défaite des indépendantistes, il sut obtenir quelques succès mineurs lors de la retraite, à Colpayo et à Posta de Quirbe.
Il prit part à la troisième campagne du Haut-Pérou, cette fois sous le commandement de José Rondeau, et se battit à Venta y Media et à Sipe-Sipe. De nouveau, il veilla au bon déroulement du repli de son armée, combattant dans de petits accrochages, à Culpina et à Uturango. Par un exploit personnel, il évita au général Francisco Fernández de la Cruz de tomber aux mains des Espagnols, ce qui lui valut d’être élevé au grade de lieutenant-colonel.
Belgrano, de nouveau nommé commandant en chef de l’armée du Nord, fit de Lamadrid son officier favori. Sur son ordre, Lamadrid fut envoyé en qualité de second du colonel Juan Bautista Bustos affronter Juan Francisco Borges, caudillo originaire de Santiago du Tucumán, qu’il sut vaincre à Pitambalá. Deux jours plus tard, il le fit fusiller sur ordre de Belgrano.
Peu après, Belgrano le chargea de mener une expédition de reconnaissance et d’attaquer les royalistes dans leur arrière-garde. Cependant, s’étant dérouté vers Tarija, il réussit à battre à Tolomosa le colonel Andrés de Santa Cruz (futur dictateur du Pérou et de Bolivie), puis à occuper la ville, pour remporter ensuite une autre victoire à Cachimayo. Passant outre aux ordres de Belgrano, il avança avec 400 hommes à peine jusqu’à Chuquisaca (actuelle Sucre), entreprise qui allait bien au-delà de ses possibilités, et attaqua la ville par surprise. Le stratagème ne réussit pas, Lamadrid fut battu et dut fuir par la montagne et la selve, pour être battu derechef dans la bataille de Sopachuy, et revenir enfin à Tucumán en passant par Orán. Il fut alors promu colonel.

## La période d’anarchie (1819 – 1823)
L’armée du Nord cependant tendit à se détourner de sa mission originelle qui était de mener la guerre dans le Haut-Pérou, pour affronter désormais les montoneras fédéraux du Litoral argentin (il faut entendre par Litoral les provinces du nord situées sur les rives des deux grands fleuves Paraná et Uruguay). Sur ordre de Juan Bautista Bustos, Lamadrid fut muté à Córdoba, où il affronta les troupes de Estanislao López, caudillo fédéraliste de Santa Fe, et combattit dans la bataille de La Herradura. À la suite de cette bataille, Bustos décida de ne plus poursuivre la guerre civile, au motif qu’aucun de ses soldats ne s’était enrôlé dans ce but-là ; Lamadrid alors s’offrit à le prendre en détention et à « lui loger quatre balles », mais n’en obtint pas l’autorisation de Belgrano. Fin 1819, Belgrano, lassé lui aussi de cette guerre fratricide, devait quitter l’armée, pendant qu’elle s’acheminait vers Tucumán.
Après l’éclatement de la mutinerie d’Arequito, en janvier 1820, lors de laquelle la majeure partie de l’armée refusa de poursuivre plus avant la guerre civile, Lamadrid voulut attaquer les insubordonnés, mais en fut retenu par ses propres hommes, qui s'étaient joints à la rébellion.
Il se retira à Buenos Aires, où il s’appliqua à soutenir à outrance chaque gouvernement en place, sans qu’il lui apparût toujours clairement à qui il devait obéir. Il accompagna Manuel Dorrego dans la campagne de Santa Fe contre les caudillos autonomistes, mais ne fut pas présent lors de la bataille de Gamonal. Il mena également une brève campagne militaire dans le sud de la province de Buenos Aires, lors de laquelle il lui fut donné de connaître Juan Manuel de Rosas, alors colonel, qui lui causa une impression agréable.
Après son retour à Buenos Aires, il marcha ensuite sur la province de Santa Fe, qui avait été envahie par Francisco Ramírez. Cependant, il s’enhardit à affronter celui-ci sans vouloir attendre d’abord l’arrivée de son ancien ennemi Estanislao López ; il subit une lourde défaite à Coronda, le 24 mai 1821, au même endroit où, le jour suivant, López allait réussir à battre Ramírez.
Il se retira de l’armée et se consacra désormais aux travaux des champs à San Miguel del Monte, dans la province de Buenos Aires, à peu de distance de la demeure de Rosas. Il fut rappelé sous les armes pour accompagner Juan Antonio Álvarez de Arenales, gouverneur de Salta, qui s’apprêtait à faire mouvement vers le Haut-Pérou, afin d'y affronter le dernier chef royaliste. Mais à peine eurent-ils pénétré dans le Haut-Pérou, qu’ils apprirent que Sucre avait déjà obtenu l’indépendance de ce territoire vis-à-vis de la couronne d’Espagne (indépendance déclarée le 6 août 1825) et scindé la Bolivie d’avec le reste de l’Argentine.

## Premier gouvernorat

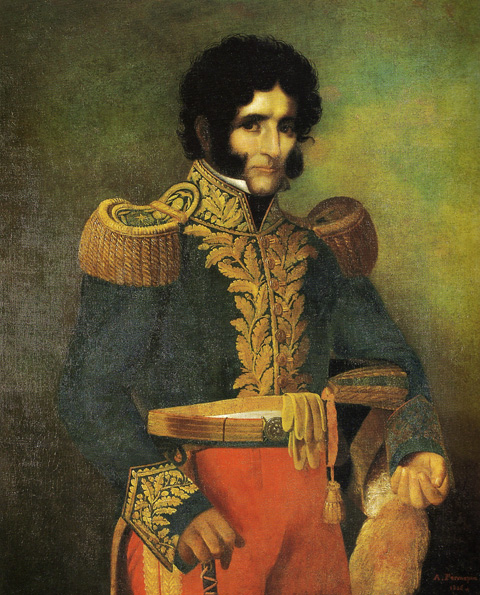
Juan Facundo Quiroga, caudillo de La Rioja.

Cette même année 1825 éclata la guerre contre l’empire du Brésil, et Lamadrid fut chargé par le président Bernardino Rivadavia de recruter des volontaires dans sa province de Tucumán. Alors que la guerre civile, qui avait divisé cette province pendant environ six ans, paraissait révolue, notamment à la suite de la mort de Bernabé Aráoz, oncle et protecteur de Lamadrid, fusillé par le gouverneur Javier López, Lamadrid s’ingénia à attiser le conflit.
En effet, envoyé à Catamarca afin d’y réunir des volontaires, il s’embringua dans une guerre civile locale entre deux candidats au gouvernorat. L’un de ceux-ci le persuada de retourner à Tucumán et de renverser Javier López. À l’issue d’une brève bataille, il se fit élire gouverneur par la Salle des Représentants le 26 novembre 1825. Il se prononça ouvertement en faveur des autorités centrales des Provinces-Unies du Río de la Plata, du président Bernardino Rivadavia, dirigeant du parti unitaire, et de la constitution unitaire de 1826, qui avait été rejetée par les gouverneurs fédéraux de l’intérieur. Ensuite, il envahit à nouveau Catamarca pour déposer le gouverneur Acuña et installer au pouvoir son ami Gutiérrez avec l’appui de Rivadavia, en vue d’étendre l’unitarisme vers les autres provinces. Ce faisant, il s’attira la haine du commandant-général de La Rioja, Juan Facundo Quiroga, qui s’était fait le garant d’un accord pacifique dans cette province. Quiroga s’efforça de convaincre les gouverneurs Bustos et Ibarra de s’unir à lui pour repousser la politique de Rivadavia et ses alliés.
Quiroga résolut d’agir vite : en octobre, il battit les troupes de Gutiérrez, et sans plus tarder marcha ensuite sur Tucumán. Lamadrid se porta à sa rencontre, l'affronta près de la frontière de Catamarca, dans la bataille d’El Tala, le 27 octobre 1826, lors de laquelle Quiroga réussit à lui infliger une défaite totale. Dans la mêlée, Lamadrid se battit seul contre quinze soldats, lesquels, ne le reconnaissant pas, lui brisèrent la cloison nasale et deux ou trois côtes, lui coupèrent une oreille, le blessèrent à l’abdomen, puis enfin lui portèrent le coup de grâce. Lorsqu’ils eurent appris qu’il s’agissait de Lamadrid, ils retournèrent sur leurs pas à la recherche du cadavre du présumé mort, lequel cependant avait disparu. Lamadrid en effet, grièvement blessé, avait réussi à se traîner jusqu’à une ravine, où il avait repris des forces. Une patrouille qui vint à passer le donna pour mort, après quoi il alla se réfugier dans une ferme. Les gauchos se mirent alors à spéculer sur sa supposée immortalité, ce qui ajouta à sa renommée de vaillance. Le caudillo de La Rioja pour sa part se retira vers le sud.
En décembre, Lamadrid, fort de nouveaux appuis reçus depuis Buenos Aires, d’où Rivadavia le requit de renverser les gouvernements provinciaux réfractaires à son autorité, reprit le pouvoir dans sa province et envoya une division envahir (pour la troisième fois) la province de Catamarca. Quiroga, qui était alors de retour d’une campagne militaire, menée avec peu d’effusion de sang à San Juan, envahit une nouvelle fois la province de Lamadrid, et derechef lui infligea une défaite, lors de la bataille de Rincón de Valladares, le 6 juillet 1827.

## Premier retour: de Navarro à La Ciudadela (1827 – 1831)
Lamadrid s’en fut se réfugier en Bolivie, mais en décembre de la même année 1827 décida de retourner sur ses terres dans la province de Buenos Aires. La révolution de décembre 1828, par laquelle Juan Lavalle renversa le gouverneur Manuel Dorrego, le prit de surprise, mais il se joignit à l’armée de Lavalle et combattit à la bataille de Navarro. Après que Dorrego eut été capturé, il tenta d’empêcher, mais sans succès, l’exécution du gouverneur ordonnée par Lavalle. Avant son exécution, Dorrego lui remit sa jaquette militaire pour qu’il la fît parvenir à sa famille en même temps qu’une lettre adressée à son épouse Ángela Baudrix.

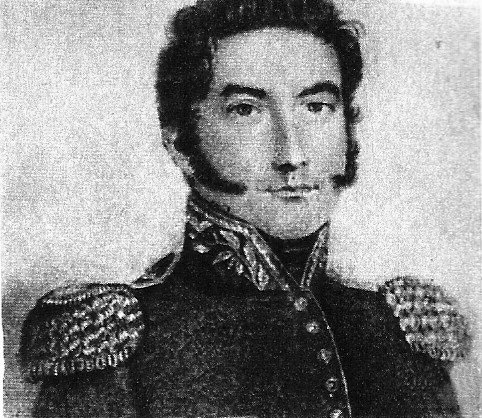
Le général Paz.

Il rallia l’expédition du général José María Paz dans l’intérieur et prit part aux victoires unitaires de San Roque et de La Tablada, dans la province de Córdoba. Dans la suite, il se signala par la cruauté avec laquelle il traita les fédéralistes, pacifiant à feu et à sang les zones montagneuses. Il fut promu par Paz au grade de général, et combattit sous ses ordres à Oncativo, en février 1830, comme chef d’une aile de cavalerie. À l’issue de la bataille, il persécuta avec acharnement les vaincus, assassinant les soldats que se rendaient à lui, tant il brûlait d'atteindre Quiroga.
Après la bataille d'Oncativo (dite aussi bataille de Laguna Larga), Paz fit marcher des divisions unitaires sur les provinces de Cuyo, afin de s’emparer de celles-ci pour le compte du parti unitaire. Les provinces de Tucumán et Salta avaient déjà des gouvernements dévoués, et restaient donc La Rioja et Santiago. Il envoya à cette dernière province le colonel Román Deheza, et à la province de La Rioja Lamadrid. Celui-ci occupa la province avec une extrême cruauté, se vengeant, en son absence, du général Quiroga qui l’avait battu par deux fois, et se fit nommer gouverneur. Il s’appliqua ensuite à trouver les trésors cachés (tapados) de Quiroga ― bourses d’argent, réelles ou imaginaires, enterrées en pleine campagne, dans des endroits éparpillés sur toute la province et connus du maître seulement―, dont il tenta de déterminer les emplacements par la subornation et la torture. À cet effet p.ex., Lamadrid obligea la mère de Quiroga à balayer, chargée de chaînes, la Grand’Place de La Rioja. En guise de représailles, à la suite de la mort de son second, Pedro Melián, il fit passer par les armes 200 soldats fédéralistes. 
Plus tard, Quiroga écrivit à Lamadrid une lettre ainsi conçue :
« Alors que vous partiez pour Córdoba, l’on attrapa le perfide découvreur de mes tapados... On trouva sur lui, dans une de ses poches, un billet de vous, dans lequel vous lui disiez : "Ne me faites pas rapport du montant du dernier tapado sans au préalable en prélever pour moi deux ou trois cents onces, car je n’ai pas, par pure délicatesse, pris un seul peso des deux précédents..." Parmi mes commandants, il n’en manquait pas qui eussent voulu transmettre à la presse de San Juan ledit votre billet, mais je ne voulus point le permettre, en dépit de ce que vous n'ayez encore restitué que quarante et quelque mille pesos des quatre-vingt-treize mille qui me furent extraits de Los Llanos ; ce dont je déduis que vous en avez, par pure délicatesse, absorbé la majeure partie... »
Lamadrid se transporta ensuite à San Juan, où il endossa également la fonction de gouverneur. Il revint à Córdoba aussitôt après le déclenchement de la guerre contre Estanislao López, le caudillo de Santa Fe, mais en arrivant fut mis devant le fait que Paz avait été inopinément capturé par les troupes de López. Lamadrid prit alors sur lui de diriger l’armée, mais cerné par López à l’est et par Quiroga à l’ouest (celui-ci venant d’envahir Cuyo), il se replia sur Tucumán avec l’ensemble de son armée.
Lamadrid se proposa d'étendre sa domination sur Catamarca également, mais cette province tomba aux mains de Quiroga, et la province de Salta ne lui envoya que fort peu d’aide. Le gouverneur de Tucumán, le même Javier López qu’il avait battu six ans auparavant, démobilisa ses troupes. Avec ce qui lui restait d’armée, Lamadrid fut à nouveau vaincu par Quiroga à la bataille de La Ciudadela, le 4 novembre 1831. Avec son nouveau départ en exil vers la Bolivie prit fin cette phase de la guerre civile argentine, phase qui avait commencé en 1828.
Peu après la bataille de La Ciudadela, comme Lamadrid réclamait un sauf-conduit pour son épouse, Quiroga lui fit parvenir la note suivante :
« Voilà à présent que vous me recommandez votre famille, comme si j’eusse eu besoin de vos recommandations pour l’avoir traitée comme je l’ai fait ; dans votre lettre, vous faites état des considérations dont, dites-vous, vous fîtes bénéficier ma famille à San Juan, comme à madame ma mère à Los Llanos, mais sans vous souvenir de la pesante chaîne que vous fîtes traîner à ma vieille mère à La Rioja... Mais je ne fais aucun cas de cela et n’ai pas hésité un seul instant à accéder à votre requête ; cela non à cause de la protestation que vous m’adressez, mais parce qu’il ne me paraît pas juste d’affliger l’innocent. »
« Vous savez très bien que je ne manque pas de raisons de n’accorder aucun crédit à votre parole, car j’ai bien gardé à l’esprit les protestations que vous me fîtes en l’an vingt-sept pour que je vous laissasse le chemin libre et que vous pussiez retourner au sein de votre famille ; je le fis alors, et n’en éprouve aucun dépit, alors même que vous vous êtes conduit de la manière la plus perverse, que vous m’avez fait la guerre et que vous avez projeté mon extermination, cela n’ayant en effet rien d’étrange, attendu que nous étions divisés en opinion, mais que vous m’ayez insulté en controuvant des communications, voilà des actions propres à une âme basse. »
« (...) je pensais ne pas prendre part à la guerre, après que je fus battu, cependant l’injustice faite à ma famille a pu me décider à embrasser la guerre avec plus d’ardeur encore. »
« Au revoir, général, jusqu’à ce que nous puissions nous mettre en présence l’un de l’autre, pour que l’un de nous deux disparaisse, puisque c’est là la résolution inaltérable de son ennemi. » (signé) Juan Facundo Quiroga.
Lamadrid, mis au courant de ce que Quiroga permit à sa famille de voyager, lui répondit :
«...Vous pourrez, général, être mon ennemi tant que vous le voudrez, mais je n’oublierai jamais le geste que vous avez fait de m’envoyer ma famille, que j’attends avec anxiété. »

## Deuxième retour: la coalition du Nord (1840 – 1846)
Après un bref passage par Montevideo, il fut rappelé par le gouverneur Rosas et invité à s’unir à son armée. La raison de cette demande demeure énigmatique ; plus énigmatique encore est le fait que Rosas envoya Lamadrid sur la province de Tucumán, afin de récupérer l’armement que Buenos Aires y avait expédié, en vue d'une courte guerre contre la Bolivie. En outre, il reçut mission de renverser les gouvernements provinciaux unitaires qui s’étaient constitués dans le nord-est et qui venaient de s’associer en la dénommée coalition du Nord, créée par Marco Avellaneda, et comprenant cinq provinces. Il fit le trajet vers le nord chantant des ritournelles en l’honneur de Rosas et accusant les unitaires de trahison à la patrie. À ses côtés cheminait son jeune neveu Juan Crisóstomo Álvarez.
Sitôt qu’il fut arrivé dans sa ville natale, il se joignit, avec Mariano Acha et Anselmo Rojo, au gouvernement unitaire en place et fut nommé commandant en chef de l’armée tucumane ; le commandant en titre de l’armée de la Coalition était le gouverneur de La Rioja, Tomás Brizuela, cela pour satisfaire à la condition qu’avait posée celui-ci avant de s’unir à la Coalition. Lamadrid lança une campagne militaire contre Santiago del Estero, mais la défection du commandant Celedonio Gutiérrez le contraignit à rebrousser chemin. Vers la même époque, Lavalle échouait à envahir Buenos Aires et dut se replier sur Córdoba. Lamadrid fit alors mouvement vers cette ville, où, dès que l’on sut que son armée approchait, éclata une révolution qui destitua le gouverneur Manuel López, alias Quebracho. Lamadrid fut alors nommé commandant des troupes de la province de Córdoba. Il conclut ensuite un accord avec Lavalle, en vue d’unir leurs troupes respectives, puis de marcher ensemble sur Buenos Aires. Cependant, Lavalle fut à ce point harcelé par les troupes fédéralistes de Manuel Oribe, aux abords de la frontière entre les provinces de Córdoba et Santa Fe, qu’il ne fut pas en mesure de rejoindre Lamadrid à la date convenue, et fut en outre empêché d’aviser Lamadrid de son retard, ce qui porta ce dernier à abandonner le lieu de rencontre pour se mettre à la recherche de Quebracho López. Ce malentendu se révéla fatal, et Lavalle fut écrasé à la bataille de Quebracho Herrado, le 28 novembre 1840. 
Leurs troupes débandées, les deux généraux unitaires abandonnèrent Córdoba en décembre 1840, et se retirèrent vers le nord, Lavalle menant dans la province de La Rioja une campagne de diversion à l’intention d’Oribe, tandis que Lamadrid s’employait à réunir une nouvelle armée dans sa propre province. Lavalle quitta La Rioja pour Tucumán, laissant à Lamadrid le soin de mener une offensive sur Cuyo.

### La campagne militaire de Cuyo
Brizuela décédé, Lavalle encerclé, Acha battu, les unitaires décidèrent que Lavalle défendrait Tucumán, tandis que Lamadrid s’en irait conquérir Cuyo. 
Lamadrid entama sa campagne avec quelque 3 000 hommes de troupe, avançant lentement vers le sud, et envoyant en avant-garde le colonel Acha. Celui-ci, après avoir d’abord esquivé Benavídez et Aldao, occupa la ville de San Juan, puis vainquit les deux généraux fédéralistes dans la bataille d’Angaco. Cependant, ayant perdu dans cette bataille la moitié de ses effectifs, il fut bientôt défait à son tour par Benavídez à la bataille de La Chacarilla ; fait prisonnier, Acha sera exécuté sur ordre d’Aldao, le 16 septembre 1841.
Lamadrid s’empara de San Juan et mit en détention la famille de Benavídez en la menaçant de mort, mais le gouverneur refusa de négocier. Sans mettre ses menaces à exécution, Lamadrid poursuivit jusqu’à Mendoza, prenant la ville et se faisant nommer gouverneur le 4 septembre. Au cours des quelques jours qu’il y exerça le pouvoir, il persécuta ses ennemis et opposants, donnant ordre de fusiller neuf personnes.
Il fut défait par les troupes fédéralistes, commandées par le général Ángel Pacheco, lors de la bataille de Rodeo del Medio, le 24 novembre 1841. Il partit alors, accompagné de la majeure partie de ses troupes, pour l’exil au Chili voisin, avec l’aide de Domingo Faustino Sarmiento, lui aussi exilé dans ce pays. Selon certaines versions, plusieurs de ceux qui accompagnèrent La Madrid passèrent leurs années d’exil dans la ville chilienne de Coquimbo, tandis que de nombreux autres réussirent à se cacher dans les environs du lieu de la bataille, et y restèrent ensuite à demeure. Cela expliquerait qu’une localité de la province de Mendoza, proche du lieu de la bataille, se nomme aujourd’hui Coquimbito, nom dans lequel on peut voir un diminutif de Coquimbo.
Lamadrid fit insérer dans le journal chilien El Mercurio la demande d’aide suivante, adressée à ses compatriotes, et justifiée par sa déplorable situation économique :
« J’ai quarante-deux ans, dont trente-deux de services voués à l’indépendance américaine et à la liberté argentine ; j’ai pris part à cent-soixante-quatre combats et batailles, je porte sur le corps dix-neuf cicatrices de blessures que je reçus en combattant ; j’ai fait de mes fils des soldats aptes à porter une épée, et un d’eux est déjà martyre pour sa patrie. Je me trouve en terre étrangère, ayant une famille à charge, sans argent et sans abri. Voilà les titres au nom desquels je demande à mes compatriotes du pain pour ma famille. »
Peu de jours auparavant, Lavalle avait été battu dans la bataille de Famaillá, en septembre 1841, et devait mourir peu après à San Salvador de Jujuy. Ces événements signèrent la fin de la coalition du Nord et eurent pour effet de suspendre la guerre civile pour plusieurs années. Les fédéralistes et Rosas allaient dominer le pays sans rencontrer d’opposition notable durant les dix années suivantes. En 1846, La Madrid quitta le Chili pour Montevideo, où il rallia les forces hostiles au régime rosiste.

## Troisième retour: bataille de Caseros (1852)

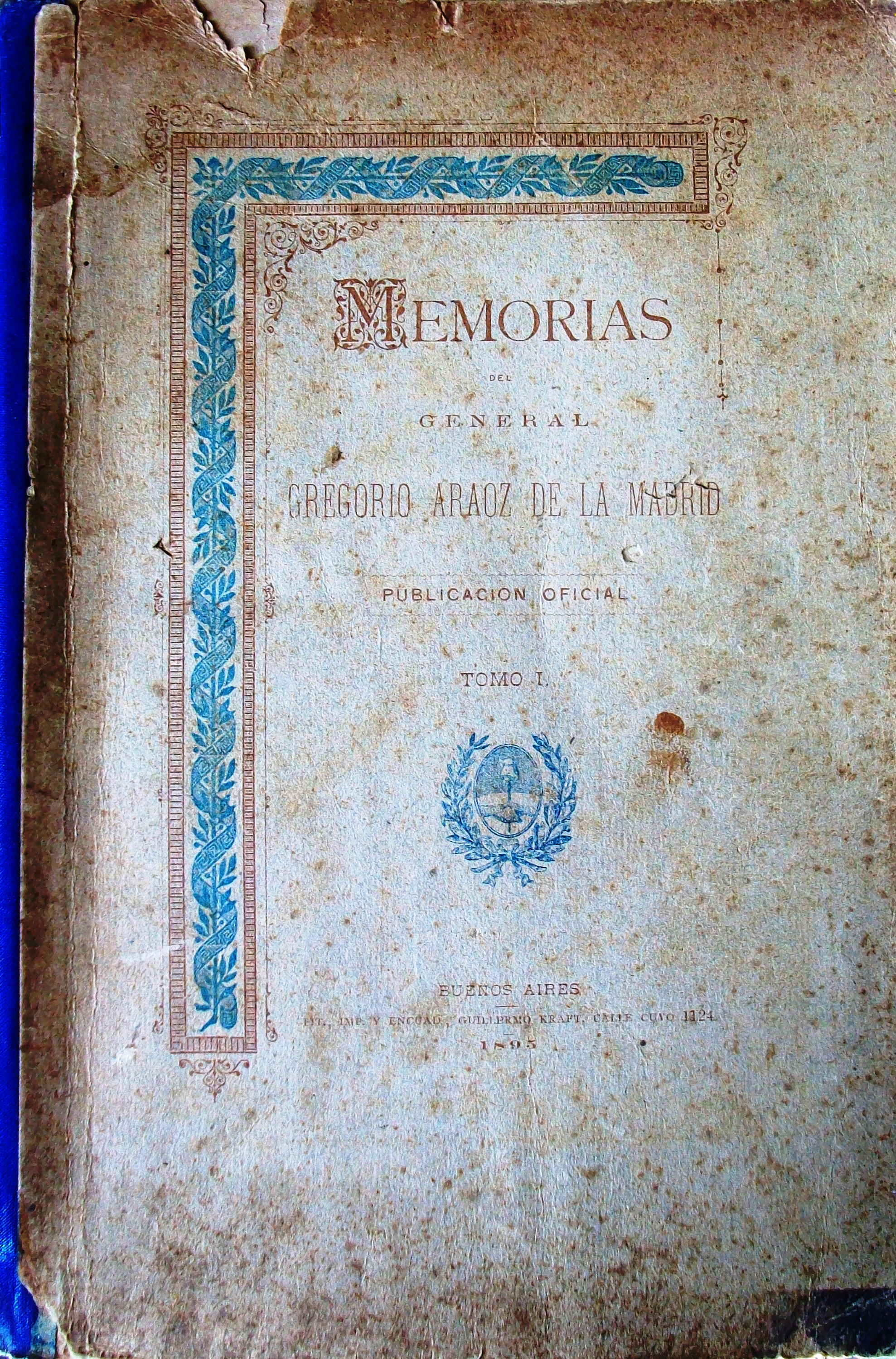
Exemplaire de 1895 des mémoires du général Lamadrid.

En 1852, le général Justo José de Urquiza le fit mander pour prendre la tête d’un des contingents de la Grande Armée (Ejército Grande) appelée à lutter contre les forces du général Rosas. Il participa ainsi à la bataille de Caseros, en tant que commandant de l’extrême aile droite de l’armée. Lorsque celle-ci fit son entrée triomphale dans Buenos Aires, le peuple le prit à bas de son cheval et le porta sur ses épaules à travers la ville, en reconnaissance de son prestige et en hommage à sa vaillance.
Il appuya la révolution du 11 septembre 1852, à la suite de laquelle la province de Buenos Aires fut séparée de la Confédération argentine pendant les neuf années suivantes. Cet appui semble indiquer qu’il était, non pas un fédéraliste attaché à combattre spécifiquement les caudillos, comme l’ont laissé supposer ses panégyristes, mais un unitaire convaincu et intransigeant, hostile à tous les fédéralistes sans distinction.
En 1853, Lamadrid rédigea ses célèbres Memorias, ouvrage d'une grande valeur documentaire pour l’étude de l’histoire argentine de la première moitié du XIXe siècle, et qui l’eût sans doute été davantage encore si son auteur ne s’évertuait pas sans cesse de se présenter comme la vedette de tous les événements auxquels il eut quelque part, fût-ce comme acteur de second plan. Curieusement, Lamadrid, dans ses mémoires, se montre surpris de ne pas être sorti vainqueur de toutes ses batailles. D’autre part, Paz et Lamadrid avaient réciproquement lu avant publication les brouillons de leurs mémoires respectives, de sorte que leurs livres renferment de nombreuses réfutations de l’un à l’autre.

## Décès et jugement posthume
Il mourut à Buenos Aires le 5 janvier 1857, et ses restes furent transférées à la cathédrale de San Miguel de Tucumán, où ils reposent encore à l’heure actuelle.
Lamadrid fut un combattant téméraire, valeureux, d’une imprudence parfois consternante et grand organisateur d’armées. Nonobstant les conditions rudes et violentes de son temps, il ne fut jamais déloyal. Face à l’adversité qui le poursuivit presque toute sa vie durant, il se signala par sa ténacité et sa fidélité à ses troupes, mais aussi par sa férocité. Il était vivement aimé de ses gauchos et de ses paysans, et avait coutume de se rendre sur le champ de bataille plein d’entrain, en poussant cris et hurlements, et mâchant des caramels.

### Ouvrages rédigés par Gregorio Aráoz de Lamadrid
- Memorias del General Gregorio Aráoz de la Madrid, Buenos Aires, 1895.
- Observaciones sobre las Memorias postumas del brigadier general d. José M. Paz, Buenos Aires, 1855.
- Las guerras civiles, el Rosismo.
- Orijen de los males y desgracias de las repúblicas del Plata, documentos curiosos para la historia.

### Ouvrages sur Gregorio Aráoz de Lamadrid
- Alaniz, Rogelio, Gregorio Aráoz de Lamadrid, Periodismo y opinión, http://www.rogelioalaniz.com.ar/?p=515, 26 novembre 2008.
- Bazán, Armando R., Historia de La Rioja, éd. Plus Ultra, Buenos Aires, 1991.
- Beverina, Juan, Las campañas de los ejércitos libertadores 1838-1852, Buenos Aires, 1923.
- Cutolo, Vicente, Nuevo Diccionario Biográfico Argentino, Buenos Aires, éd. Elche, 1968.
- (es) Vicente Fidel López, Historia de la República Argentina: su origen, su revolución y su desarrollo político hasta 1852, vol. 5, Buenos Aires, Librería La Facultad, 1911, 588 p. (lire en ligne).
- (es) Vicente Fidel López, Historia de la República Argentina: su origen, su revolución y su desarrollo político hasta 1852, vol. 6, Buenos Aires, G. Kraft, 1911, 684 p. (lire en ligne).
- (es) Vicente Fidel López, Historia de la República Argentina: su origen, su revolución y su desarrollo político hasta 1852, vol. 8, Buenos Aires, Librería La Facultad, 1911, 572 p. (lire en ligne).
- (es) Vicente Fidel López, Historia de la República Argentina: su origen, su revolución y su desarrollo político hasta 1852, vol. 10, Buenos Aires, Librería La Facultad, 1911, 486 p. (lire en ligne).
- Moreno, Iván; ; Linaje del General Gregorio Aráoz de La Madrid, Ayudante de Campo del Libertador. Genealogía (revue de l'Instituto Argentino de Ciencias Genealógicas), no 9-10, 1950, p. 252-253, 259.
- Páez de la Torre, Carlos (h), Historia de Tucumán, éd. Plus Ultra, Buenos Aires, 1987.
- Quesada, Ernesto, Acha y la batalla de Angaco, éd. Plus Ultra, Buenos Aires, 1965.
- Quesada, Ernesto, Lamadrid y a la Coalición del Norte, éd. Plus Ultra, Buenos Aires, 1965.
- Quesada, Ernesto, Lavalle y la batalla de Quebracho Herrado, éd. Plus Ultra, Buenos Aires, 1965.
- Quesada, Ernesto, Pacheco y la campaña de Cuyo, éd. Plus Ultra, Buenos Aires, 1965.